# 錦州・鄭州石油製品パイプライン
錦州・鄭州石油製品パイプライン（きんしゅうていしゅうせきゆせいひんパイプライン、中国語: 锦州-郑州成品油管道、英語: Jinzhou–Zhengzhou pipeline）は、ディーゼル油およびその他の石油製品を中国東北部から中央地域へ運ぶパイプラインである。
全長は 1,636キロメートルで、遼寧省錦州から出て河北省経由で河南省鄭州までで、そこでは蘭州・鄭州・長沙石油製品パイプラインに接続されている。
錦州・鄭州石油製品パイプラインは、2006年に蘭州 ・鄭州・長沙石油製品パイプラインと共に承認されたと報道されたが、その後工事開始は遅れて2012年に遼寧省で工事を開始して、実際には2019年に全線稼働を始めた。ペトロチャイナが運営してきており、2020年にはパイプチャイナ（国家石油天然气管网集团、PipeChina）へ移管する意向を発表している。

## 参照項目
- 中国のエネルギー政策 (Energy policy of China)